# Kanton Aix-les-Bains-2
Der Kanton Aix-les-Bains-2 ist ein französischer Wahlkreis im Arrondissement Chambéry, im Département Savoie und in der Region Auvergne-Rhône-Alpes. Er umfasst einen Großteil von Aix-les-Bains und zwei seiner Nachbargemeinden. Durch die landesweite Neuordnung der französischen Kantone wurde er 2015 neu geschaffen mit Aix-les-Bains als Hauptort (frz.: bureau centralisateur).

## Gemeinden
Der Kanton besteht aus drei Gemeinden und Gemeindeteilen mit insgesamt 28.466 Einwohnern (Stand: 2022) auf einer Gesamtfläche von 13,72 km²:
| Gemeinde               | Einwohner 1. Januar 2022 | Fläche km² | Dichte Einw./km² | Code INSEE | Postleitzahl |
| ---------------------- | ------------------------ | ---------- | ---------------- | ---------- | ------------ |
| Aix-les-Bains          | 23.248                   | 4,67       | 4.978            | 73008      | 73100        |
| Mouxy                  | 2.291                    | 6,28       | 365              | 73182      | 73100        |
| Tresserve              | 2.927                    | 2,77       | 1.057            | 73300      | 73100        |
| Kanton Aix-les-Bains-2 | 28.466                   | 13,72      | 2.075            | 7302       | –            |

1. ↑   Nur der südöstliche Teil der Gemeinde, der Rest gehört zum Kanton Aix-les-Bains-1.

## Politik
| Vertreter im Départementsrat | Vertreter im Départementsrat          | Vertreter im Départementsrat |
| Amtszeit                     | Namen                                 | Partei                       |
| ---------------------------- | ------------------------------------- | ---------------------------- |
| 2015–2021                    | Renaud Beretti Marina Ferrari         | LR MoDem                     |
| 2021–                        | Renaud Beretti Karine Dubouchet-Revol | LR DVD                       |